# Awa III
 (2021).
Mar Awa III  (né David Royel) est le 122e catholicos-patriarche de l'Église assyrienne de l'Orient. Auparavant, il a été secrétaire du Saint-Synode, est l'un des cinq administrateurs de l'ACERO et il est président de la Commission sur les relations inter-Églises et le développement de l'éducation (CIRED), et du Comité exécutif national (NEC) de l'Association des jeunes de l'Église assyrienne de l'Est (ACEYA) des États-Unis d'Amérique.

## Sa vie
David Royel est né le 4 juillet 1975 à Chicago dans l'Illinois, de Koresh et Flourence Royel. C'est un assyro-américain de première génération. Son engagement dans l'Église apostolique assyrienne de l'Orient a commencé très jeune. À 16 ans, il est ordonné sous-diacre, et l'année suivante diacre, puis à la prêtrise en mai 1999. Toutes ces ordinations par Mar Dinkha IV ont eu lieu à la cathédrale Mar Gewargis (cathédrale St. George) à Chicago.

### Éducation
David Royel a obtenu son baccalauréat à l'Université Loyola de Chicago en 1997 et a obtenu son deuxième baccalauréat en théologie sacrée à l' Université de St. Mary of the Lake en 1999. Il a ensuite obtenu sa licence et son doctorat en théologie sacrée à l' Institut pontifical oriental de Rome .

## Service en tant queChorévêque
David Royel a été ordonné Chorévêque le 15 juillet 2006 par Mar Dinkha IV à la cathédrale Mar Gewargis de Chicago, Illinois, et archidiacre par Mar Dinkha IV le 23 novembre 2008 dans l'église Mar Yosip Khnanisho à San Jose, Californie .

## Mandat en tant qu'évêque
Le 30 novembre 2008, David Royel est élevé au rang d'évêque, prenant le nom de Mar Awa Royel - en assyrien, Awa signifie père . Il est le premier évêque d'origine américaine de l'Église apostolique assyrienne de l'Orient. Il a été consacré par le patriarche Mar Dinkha IV, assisté de Mar Sargis Yousip, évêque d'Irak, de Mar Aprim Khamis, évêque de l'ouest des États-Unis, et de Mar Odisho Oraham, évêque d'Europe. La cérémonie d'ordination a eu lieu à l'église St. Zaia à Modesto, en Californie, en présence de plus de 2 500 membres et diffusée sur Assyrian National Broadcast.
Depuis 2015, Mar Awa  était secrétaire du Saint Synode.
Sous son mandat, Mar Awa a établi le monastère Saint-Issac de Ninive en Californie avec la tonsure et la prise d'habit de deux moines. C'est le seul monastère actif de l'Église apostolique assyrienne de l'Orient dans le monde.

### Engagement
En tant qu'évêque, Mar Awa a fait de nombreuses tentatives pour sensibiliser au sort des chrétiens persécutés du Moyen-Orient. En septembre 2014, il a pris la parole lors du premier sommet In Defence of Christians à Washington DC.
Le 9 mars 2015, Ben Rhodes, conseiller adjoint à la sécurité nationale pour les communications stratégiques, a rencontré Mar Awa ainsi que Mar Paulus Benjamin. Ensemble, les évêques ont informé Rhodes de la situation désastreuse à laquelle sont confrontées les communautés chrétiennes en Irak et en Syrie. Ils ont également discuté de la crise le long de la rivière Khabour dans le nord-est de la Syrie, où l'organisation terroriste EIIL avait attaqué fin février 2015, ce qui a entraîné le déplacement de milliers de personnes et une prise d'otages. Rhodes a condamné ISIL pour son ciblage des minorités religieuses, et a décrit le plan pour protéger et aider les civils touchés par l'organisation terroriste.

## Élection comme Catholicos-Patriarche
Le 8 septembre 2021, le Saint-Synode a élu Mar Awa Royel, évêque de Californie  et secrétaire du Saint-Synode, pour succéder à Mar Gewargis III. Ce fut une décision historique car il est devenu  le premier Catholicos-Patriarche né en Occident. Il a été consacré et intronisé le 13 septembre 2021, en la fête de la Sainte Croix, dans l' église cathédrale Saint-Jean-Baptiste d'Erbil, en Irak, et a pris le nom ecclésiastique de Mar Awa III.

## Publications
En 2011, Mar Awa III  a publié un traité de théologie de l'Église assyrienne d'Orient concernant les sept saints sacrements, intitulé Mystères du royaume : Les sacrements de l'Église assyrienne d'Orient .